# Eureka (Utah)
Pour les articles homonymes, voir Eurêka (homonymie).
Eureka est une localité américaine située dans le comté de Juab, dans l’Utah. Sa population s’élevait à 669 habitants lors du recensement de 2010, estimée à 688 habitants en 2017. Eureka est une ville minière (or et argent)

## Démographie
| Groupe            | Eureka | Utah | États-Unis |
| ----------------- | ------ | ---- | ---------- |
| Blancs            | 98,4   | 86,1 | 72,4       |
| Autres            | 0,6    | 10,0 | 23,8       |
| Amérindiens       | 0,6    | 1,2  | 0,9        |
| Métis             | 0,5    | 2,7  | 2,9        |
| Total             | 100    | 100  | 100        |
|                   |        |      |            |
| Latino-Américains | 3,9    | 13,0 | 16,7       |

Selon l'American Community Survey pour la période 2010-2014, 98,10 % de la population âgée de plus de 5 ans déclare parler l'anglais à la maison, 1,11 % déclare parler l'espagnol et 0,79 % une autre langue.

## Personnalités liées à la ville
Eureka est la ville de naissance de Frank Zamboni, inventeur de la surfaceuse.

## Source
- (en) Cet article est partiellement ou en totalité issu de l’article de Wikipédia en anglais intitulé « Eureka, Utah » (voir la liste des auteurs).

1. ↑  (en) « Eureka, UT Population - Census 2010 and 2000 », sur censusviewer.com.
2. ↑  (en) « Population of Utah - Census 2010 and 2000 », sur censusviewer.com (consulté le 23 mars 2016).
3. ↑  (en) « Language spoken at home by ability to speak english for the population 5 years and over. Universe: Population 5 years and over. 2010-2014 American Community Survey 5-Year Estimates », sur factfinder.census.gov.